# Rheumaptera corporaali
Rheumaptera corporaali är en fjärilsart som beskrevs av Eugen Wehrli 1933. Rheumaptera corporaali ingår i släktet Rheumaptera och familjen mätare. Inga underarter finns listade.